# Football Club Pro Vercelli 1892 2016-2017
Questa voce raccoglie le informazioni riguardanti il Football Club Pro Vercelli 1892 nelle competizioni ufficiali della stagione 2016-2017.

## Stagione
Nella stagione 2016-2017 la Pro Vercelli disputa il campionato il suo dodicesimo campionato di Serie B, raccoglie 49 punti con il sedicesimo posto finale. Allenata da Moreno Longo disputa un torneo di sofferenza, sempre nelle zone pericolose della classifica, ottiene 24 punti nel girone di andata e 25 nel girone di ritorno. Sono retrocessi il Trapani, il Vicenza, il Latina ed il Pisa, senza la disputa dei Play-out, in quanto il divario tra quart'ultima e quint'ultima è stato superiore ai quattro punti, come recita il regolamento. Così, pur soffrendo, la Pro Vercelli ha potuto raggiungere il traguardo di mantenere la categoria. Andrea La Mantia autore di 10 reti è risultato il miglior realizzatore stagionale dei bianconeri. Nella Coppa Italia Tim Cup la Pro Vercelli supera il secondo turno battendo (3-1) la Reggiana, poi viene eliminata nel terzo turno, perdendo (4-1) il derby piemontese con il Torino.

## Divise e sponsor
Il fornitore ufficiale di materiale tecnico per la stagione 2016-2017 è Erreà, mentre gli sponsor di maglia sono Amteco e GLI-Gestione Logistica Interna.
| Casa | Trasferta | Terza divisa |

## Rosa
| N. |                           | Ruolo | Calciatore        |
| -- | ------------------------- | ----- | ----------------- |
| 1  | Italia (bandiera)         | P     | Ivan Provedel     |
| 2  | Italia (bandiera)         | D     | Filippo Berra     |
| 3  | Italia (bandiera)         | D     | Umberto Germano   |
| 4  | Italia (bandiera)         | D     | Mattia Bani       |
| 5  | Italia (bandiera)         | C     | Alessandro Budel  |
| 5  | Italia (bandiera)         | C     | Stefano Negro     |
| 6  | Italia (bandiera)         | D     | Fabio Eguelfi     |
| 7  | Italia (bandiera)         | A     | Mattia Mustacchio |
| 7  | Italia (bandiera)         | C     | Riccardo Nardini  |
| 8  | Italia (bandiera)         | C     | Andrea Palazzi    |
| 9  | Italia (bandiera)         | A     | Claudio Morra     |
| 10 | Italia (bandiera)         | A     | Andrea La Mantia  |
| 11 | Italia (bandiera)         | A     | Mattia Sprocati   |
| 11 | Italia (bandiera)         | C     | Giuseppe Vives    |
| 12 | Italia (bandiera)         | P     | Andrea Zaccagno   |
| 13 | Italia (bandiera)         | D     | Elia Legati       |
| 14 | Rep. del Congo (bandiera) | A     | Dominique Malonga |
| 15 | Costa d'Avorio (bandiera) | D     | Dramane Konaté    |

| N. |                      | Ruolo | Calciatore          |
| -- | -------------------- | ----- | ------------------- |
| 16 | Danimarca (bandiera) | D     | Søren Mussmann      |
| 16 | Italia (bandiera)    | A     | Rolando Bianchi     |
| 17 | Italia (bandiera)    | C     | Francesco Ardizzone |
| 17 | Italia (bandiera)    | A     | Ernesto Starita     |
| 18 | Italia (bandiera)    | C     | Fabio Castellano    |
| 20 | Italia (bandiera)    | C     | Simone Emmanuello   |
| 21 | Italia (bandiera)    | C     | Luca Castiglia      |
| 22 | Italia (bandiera)    | P     | Alessandro Gilardi  |
| 23 | Italia (bandiera)    | A     | Enrico Baldini      |
| 24 | Italia (bandiera)    | D     | Sebastiano Luperto  |
| 25 | Italia (bandiera)    | C     | Daniele Altobelli   |
| 26 | Italia (bandiera)    | C     | Gianmario Comi      |
| 27 | Nigeria (bandiera)   | A     | Osarimen Ebagua     |
| 28 | Ghana (bandiera)     | C     | Evans Osei          |
| 30 | Italia (bandiera)    | C     | Mattia Aramu        |
| 32 | Albania (bandiera)   | C     | Armando Vajushi     |
| 33 | Italia (bandiera)    | D     | Carlo Mammarella    |

## Calciomercato

### Sessione estiva(dal 01/07 al 31/08)
| Acquisti | Acquisti           | Acquisti         | Acquisti      |
| R.       | Nome               | da               | Modalità      |
| -------- | ------------------ | ---------------- | ------------- |
| P        | Entonio Elezaj     | Sliema Wanderers | fine prestito |
| P        | Alessandro Gilardi | Chieri           | svincolato    |
| P        | Andrea Zaccagno    | Torino           | prestito      |
| D        | Loris Bacchetti    | Monopoli         | svincolato    |
| D        | Dramane Konaté     | Empoli           | svincolato    |
| D        | Sebastiano Luperto | Napoli           | prestito      |
| D        | Søren Mussmann     | SønderjyskE      | svincolato    |
| D        | Denis Omic         | Roma             | prestito      |
| C        | Daniele Altobelli  | Frosinone        | definitivo    |
| C        | Enrico Baldini     | Inter            | prestito      |
| C        | Fabio Castellano   | Atalanta         | prestito      |
| C        | Dejan Danza        | Reggiana         | fine prestito |
| C        | Simone Emmanuello  | Atalanta         | prestito      |
| C        | Alessio Esposito   | Tuttocuoio       | fine prestito |
| C        | Andrea Palazzi     | Inter            | prestito      |
| C        | Giuseppe Ruggiero  | Cuneo            | fine prestito |
| C        | Riccardo Secondo   | Pontedera        | fine prestito |
| C        | Luca Tagliavacche  | Lumezzane        | fine prestito |
| C        | Armando Vajushi    | Chievo           | definitivo    |
| A        | Osarimen Ebagua    | L.R. Vicenza     | svincolato    |
| A        | Andrea La Mantia   | Cosenza          | svincolato    |
| A        | Claudio Morra      | Torino           | definitivo    |

| Cessioni | Cessioni           | Cessioni       | Cessioni      |
| R.       | Nome               | a              | Modalità      |
| -------- | ------------------ | -------------- | ------------- |
| P        | Entonio Elezaj     | Perugia        | definitivo    |
| P        | Riccardo Melgrati  | Cesena         | fine prestito |
| P        | Simone Moschin     | Siena          | prestito      |
| P        | Mirko Pigliacelli  | Pescara        | fine prestito |
| D        | Loris Bacchetti    | Monopoli       | prestito      |
| D        | Mattia Bani        | Chievo         | definitivo    |
| D        | Mohamed Coly       | Parma          | definitivo    |
| D        | Lorenzo Filippini  | Lazio          | fine prestito |
| D        | Stefano Negro      | Pro Piacenza   | prestito      |
| D        | Alex Redolfi       | Atalanta       | fine prestito |
| C        | Dejan Danza        | Santarcangelo  | prestito      |
| C        | Donato Disabato    | Pro Patria     | svincolato    |
| C        | Alessio Esposito   | Melfi          | prestito      |
| C        | Massimiliano Gatto | Chievo         | fine prestito |
| C        | Mattia Lombardo    | Reggiana       | definitivo    |
| C        | Fausto Rossi       | Juventus       | fine prestito |
| C        | Giuseppe Ruggiero  |                | svincolato    |
| C        | Manuel Scavone     | Parma          | definitivo    |
| C        | Riccardo Secondo   | Siena          | prestito      |
| C        | Luca Tagliavacche  | Paganese       | prestito      |
| A        | Giacomo Beretta    | Milan          | fine prestito |
| A        | Luca Forte         | Pescara        | fine prestito |
| A        | Ettore Marchi      | Reggiana       | definitivo    |
| A        | Ernesto Starita    | Fidelis Andria | prestito      |

### Sessione invernale(dal 03/01 al 31/01)
| Acquisti | Acquisti         | Acquisti       | Acquisti      |
| R.       | Nome             | da             | Modalità      |
| -------- | ---------------- | -------------- | ------------- |
| D        | Stefano Negro    | Pro Piacenza   | fine prestito |
| C        | Mattia Aramu     | Torino         | prestito      |
| C        | Gianmario Comi   | Carpi          | prestito      |
| C        | Riccardo Nardini | Messina        | definitivo    |
| C        | Evans Osei       | Juve Stabia    | prestito      |
| C        | Giuseppe Vives   | Torino         | definitivo    |
| A        | Ernesto Starita  | Fidelis Andria | fine prestito |

| Cessioni | Cessioni            | Cessioni       | Cessioni   |
| R.       | Nome                | a              | Modalità   |
| -------- | ------------------- | -------------- | ---------- |
| D        | Søren Mussmann      |                | svincolato |
| C        | Francesco Ardizzone | Virtus Entella | definitivo |
| C        | Alessandro Budel    |                | svincolato |
| C        | Mattia Sprocati     | Salernitana    | prestito   |
| A        | Osarimen Ebagua     | L.R. Vicenza   | prestito   |
| A        | Dominique Malonga   |                | svincolato |
| A        | Mattia Mustacchio   | Perugia        | definitivo |

## Risultati

### Serie B

#### Girone di andata
| Arbitro: | Mainardi (Bergamo) |

|           |           |             |
| Morra 90’ | Marcatori | 42’ Cassata |

| Arbitro: | Illuzzi (Molfetta) |

|              |           |             |
| Coronado 54’ | Marcatori | 10’ Vajushi |

| Arbitro: | Piccinini (Forlì) |

|               |           |                                                                       |
| La Mantia 81’ | Marcatori | 34’ Arrighini 42’ (rig.) Iori 54’ Chiaretti 62’ Litteri 83’ Strizzolo |

| Arbitro: | Di Martino (Teramo) |

|                         |           |                 |
| Nenê 71’ (rig.) Piu 81’ | Marcatori | 90+3’ La Mantia |

| Arbitro: | Marini (Roma) |

|               |           |                      |
| Buzzegoli 65’ | Marcatori | 34’ (rig.) La Mantia |

| Arbitro: | Martinelli (Roma) |

|                  |           |  |
| Mustacchio 45+2’ | Marcatori |  |

| Arbitro: | Baroni (Firenze) |

|                                     |           |                                       |
| Verde 14’, 43’ (rig.) Ardemagni 50’ | Marcatori | 40’ (rig.) Mustacchio 90+2’ La Mantia |

| Arbitro: | Pezzuto (Lecce) |

|            |           |  |
| Legati 51’ | Marcatori |  |

| Arbitro: | Pinzani (Empoli) |

|                                |           |                |
| La Mantia 67’ Emmanuello 90+4’ | Marcatori | 37’ G. Sansone |

| Arbitro: | Rapuano (Rimini) |

|                                |           |  |
| Bessa 36’ Pazzini 49’ Ganz 73’ | Marcatori |  |

| Arbitro: | Illuzzi (Molfetta) |

|            |           |               |
| Ebagua 78’ | Marcatori | 86’ Regolanti |

| Arbitro: | La Penna (Roma) |

|                         |           |  |
| Maniero 15’ Brienza 75’ | Marcatori |  |

| Vercelli 5 novembre 2016, ore 15:00 CET 13ª giornata | Pro Vercelli        | 0 – 0 referto | Carpi | Stadio Silvio Piola (2 331 spett.)\| Arbitro: \| Di Paolo (Avezzano) \| |
| Arbitro:                                             | Di Paolo (Avezzano) |               |       |                                                                         |

| Chiavari 13 novembre 2016, ore 15:00 CET 14ª giornata | Virtus Entella     | 0 – 0 referto | Pro Vercelli | Stadio comunale (2 373 spett.)\| Arbitro: \| Marinelli (Tivoli) \| |
| Arbitro:                                              | Marinelli (Tivoli) |               |              |                                                                    |

| Arbitro: | Marini (Roma) |

|                |           |              |
| Emmanuello 11’ | Marcatori | 60’ Raičević |

| Arbitro: | Abisso (Palermo) |

|                |           |              |
| Donnarumma 35’ | Marcatori | 81’ Sprocati |

| Vercelli 3 dicembre 2016, ore 15:00 CET 17ª giornata | Pro Vercelli      | 0 – 0 referto | Pisa | Stadio Silvio Piola (2 477 spett.)\| Arbitro: \| Ghersini (Genova) \| |
| Arbitro:                                             | Ghersini (Genova) |               |      |                                                                       |

| Arbitro: | Mainardi (Bergamo) |

|             |           |  |
| Guberti 49’ | Marcatori |  |

| Arbitro: | Aureliano (Bologna) |

|                                      |           |              |
| Emmanuello 55’ Morra 64’ Palazzi 72’ | Marcatori | 84’ Bonifazi |

| Arbitro: | Pezzuto (Lecce) |

|                                 |           |                |
| And. Caracciolo 22’, 84’ (rig.) | Marcatori | 62’ Mustacchio |

| Arbitro: | Serra (Torino) |

|                    |           |  |
| La Mantia 14’, 64’ | Marcatori |  |

#### Girone di ritorno
| Arbitro: | Ros (Pordenone) |

|                              |           |            |
| Orsolini 4’, 50’ Favilli 50’ | Marcatori | 83’ Konaté |

| Arbitro: | Manganiello (Pinerolo) |

|                 |           |                                         |
| La Mantia 45+1’ | Marcatori | 67’ Pagliarulo 81’ Barillà 90+3’ Jallow |

| Cittadella 4 febbraio 2017, ore 15:00 CET 24ª giornata | Cittadella        | 0 – 0 referto | Pro Vercelli | Stadio Piercesare Tombolato (2 530 spett.)\| Arbitro: \| Piccinini (Forlì) \| |
| Arbitro:                                               | Piccinini (Forlì) |               |              |                                                                               |

| Arbitro: | Chiffi (Padova) |

|  |           |                           |
|  | Marcatori | 54’ Maggiore 81’ Fabbrini |

| Arbitro: | Pasqua (Tivoli) |

|  |           |                     |
|  | Marcatori | 88’ (rig.) Ceravolo |

| Arbitro: | Abbattista (Molfetta) |

|             |           |                               |
| Rigione 20’ | Marcatori | 19’ R. Bianchi 82’ Emmanuello |

| Arbitro: | Martinelli (Roma) |

|                   |           |          |
| Comi 90+5’ (rig.) | Marcatori | 8’ Verde |

| Arbitro: | Marinelli (Tivoli) |

|              |           |                          |
| Falletti 11’ | Marcatori | 26’ Aramu 44’ R. Bianchi |

| Novara 12 marzo 2017, ore 15:00 CET 30ª giornata | Novara            | 0 – 0 referto | Pro Vercelli | Stadio Silvio Piola (7 402 spett.)\| Arbitro: \| Sacchi (Macerata) \| |
| Arbitro:                                         | Sacchi (Macerata) |               |              |                                                                       |

| Arbitro: | Minelli (Varese) |

|                |           |            |
| R. Bianchi 42’ | Marcatori | 90+3’ Ganz |

| Latina 26 marzo 2017, ore 15:00 CEST 32ª giornata | Latina              | 0 – 0 referto | Pro Vercelli | Stadio Domenico Francioni (2 501 spett.)\| Arbitro: \| Di Martino (Teramo) \| |
| Arbitro:                                          | Di Martino (Teramo) |               |              |                                                                               |

| Arbitro: | Pinzani (Empoli) |

|                |           |  |
| Emmanuello 31’ | Marcatori |  |

| Carpi 4 aprile 2017, ore 20:30 CEST 34ª giornata | Carpi                 | 0 – 0 referto | Pro Vercelli | Stadio Sandro Cabassi (2 122 spett.)\| Arbitro: \| Abbattista (Molfetta) \| |
| Arbitro:                                         | Abbattista (Molfetta) |               |              |                                                                             |

| Arbitro: | Baroni (Firenze) |

|           |           |  |
| Morra 83’ | Marcatori |  |

| Arbitro: | Nasca (Bari) |

|  |           |          |
|  | Marcatori | 59’ Comi |

| Vercelli 22 aprile 2017, ore 15:00 CEST 37ª giornata | Pro Vercelli      | 0 – 0 referto | Salernitana | Stadio Silvio Piola (3 417 spett.)\| Arbitro: \| Sacchi (Macerata) \| |
| Arbitro:                                             | Sacchi (Macerata) |               |             |                                                                       |

| Arbitro: | Pezzuto (Lecce) |

|          |           |                 |
| Çani 74’ | Marcatori | 14’ (rig.) Comi |

| Arbitro: | Mainardi (Bergamo) |

|  |           |             |
|  | Marcatori | 39’ Mancini |

| Ferrara 7 maggio 2017, ore 17:30 CEST 40ª giornata | SPAL                | 0 – 0 referto | Pro Vercelli | Stadio Paolo Mazza (8 652 spett.)\| Arbitro: \| Di Martino (Teramo) \| |
| Arbitro:                                           | Di Martino (Teramo) |               |              |                                                                        |

| Arbitro: | Aureliano (Bologna) |

|                                     |           |                              |
| Blanchard 25’ (aut.) Mammarella 64’ | Marcatori | 13’ Coly 81’ And. Caracciolo |

| Arbitro: | Manganiello (Pinerolo) |

|                                  |           |               |
| D. Ciofani 13’ Legati 29’ (aut.) | Marcatori | 58’ La Mantia |

### Coppa Italia
| Arbitro: | Ghersini (Genova) |

|                                          |           |          |
| Ardizzone 57’ Morra 85’ Mustacchio 90+2’ | Marcatori | 24’ Nolé |

| Arbitro: | Celi (Bari) |

|                                                    |           |               |
| Ljajić 8’ Martínez 26’ Bruno Peres 51’ Baselli 87’ | Marcatori | 57’ La Mantia |

## Statistiche

### Statistiche di squadra
| Competizione | Punti       | In casa | In casa | In casa | In casa | In casa | In casa | In trasferta | In trasferta | In trasferta | In trasferta | In trasferta | In trasferta | Totale | Totale | Totale | Totale | Totale | Totale | DR  |
| Competizione | Punti       | G       | V       | N       | P       | Gf      | Gs      | G            | V            | N            | P            | Gf           | Gs           | G      | V      | N      | P      | Gf     | Gs     | DR  |
| ------------ | ----------- | ------- | ------- | ------- | ------- | ------- | ------- | ------------ | ------------ | ------------ | ------------ | ------------ | ------------ | ------ | ------ | ------ | ------ | ------ | ------ | --- |
| Serie B      | 49          | 21      | 7       | 9       | 5       | 20      | 21      | 21           | 3            | 8            | 8            | 15           | 24           | 42     | 10     | 19     | 13     | 32     | 41     | -9  |
| Coppa Italia | terzo turno | 1       | 1       | 0       | 0       | 3       | 1       | 1            | 0            | 0            | 1            | 1            | 4            | 2      | 1      | 0      | 1      | 4      | 5      | -1  |
| Totale       | 49          | 22      | 8       | 9       | 5       | 23      | 22      | 22           | 3            | 10           | 9            | 16           | 28           | 43     | 11     | 19     | 14     | 36     | 46     | -10 |

### Andamento in campionato
| Giornata  | 1  | 2  | 3  | 4  | 5  | 6  | 7  | 8  | 9  | 10 | 11 | 12 | 13 | 14 | 15 | 16 | 17 | 18 | 19 | 20 | 21 | 22 | 23 | 24 | 25 | 26 | 27 | 28 | 29 | 30 | 31 | 32 | 33 | 34 | 35 | 36 | 37 | 38 | 39 | 40 | 41 | 42 |
| --------- | -- | -- | -- | -- | -- | -- | -- | -- | -- | -- | -- | -- | -- | -- | -- | -- | -- | -- | -- | -- | -- | -- | -- | -- | -- | -- | -- | -- | -- | -- | -- | -- | -- | -- | -- | -- | -- | -- | -- | -- | -- | -- |
| Luogo     | C  | T  | C  | T  | T  | C  | T  | C  | C  | T  | C  | T  | C  | T  | C  | T  | C  | T  | C  | T  | C  | T  | C  | T  | C  | C  | T  | C  | T  | T  | C  | T  | C  | T  | C  | T  | C  | T  | C  | T  | C  | T  |
| Risultato | N  | N  | P  | P  | N  | V  | P  | V  | V  | P  | N  | P  | N  | N  | N  | N  | N  | P  | V  | P  | V  | P  | P  | N  | P  | P  | V  | N  | V  | N  | N  | N  | V  | N  | V  | V  | N  | N  | P  | N  | N  | P  |
| Posizione | 12 | 13 | 18 | 22 | 21 | 16 | 18 | 14 | 12 | 13 | 14 | 16 | 15 | 16 | 16 | 16 | 18 | 19 | 16 | 19 | 16 | 20 | 20 | 20 | 20 | 20 | 20 | 19 | 16 | 15 | 16 | 15 | 15 | 14 | 14 | 13 | 13 | 13 | 14 | 14 | 14 | 17 |

Fonte:  EVOLUZIONE CLASSIFICA SERIE B 16/17, su transfermarkt.it.
Legenda:

Luogo: C = Casa; T = Trasferta. Risultato: V = Vittoria; N = Pareggio; P = Sconfitta.